# 克拉斯诺耶村委员会
克拉斯诺耶村委员会（俄语：Красненский сельсовет）是俄罗斯联邦阿穆尔州坦波夫卡区所属的一个村委员会。其下辖有2个居民点，行政中心为克拉斯诺耶。据2015年统计，该村委员会的人口为332人。
2015年，克拉斯诺耶村委员会并入库罗帕季诺村委员会。